# Pflegedienst

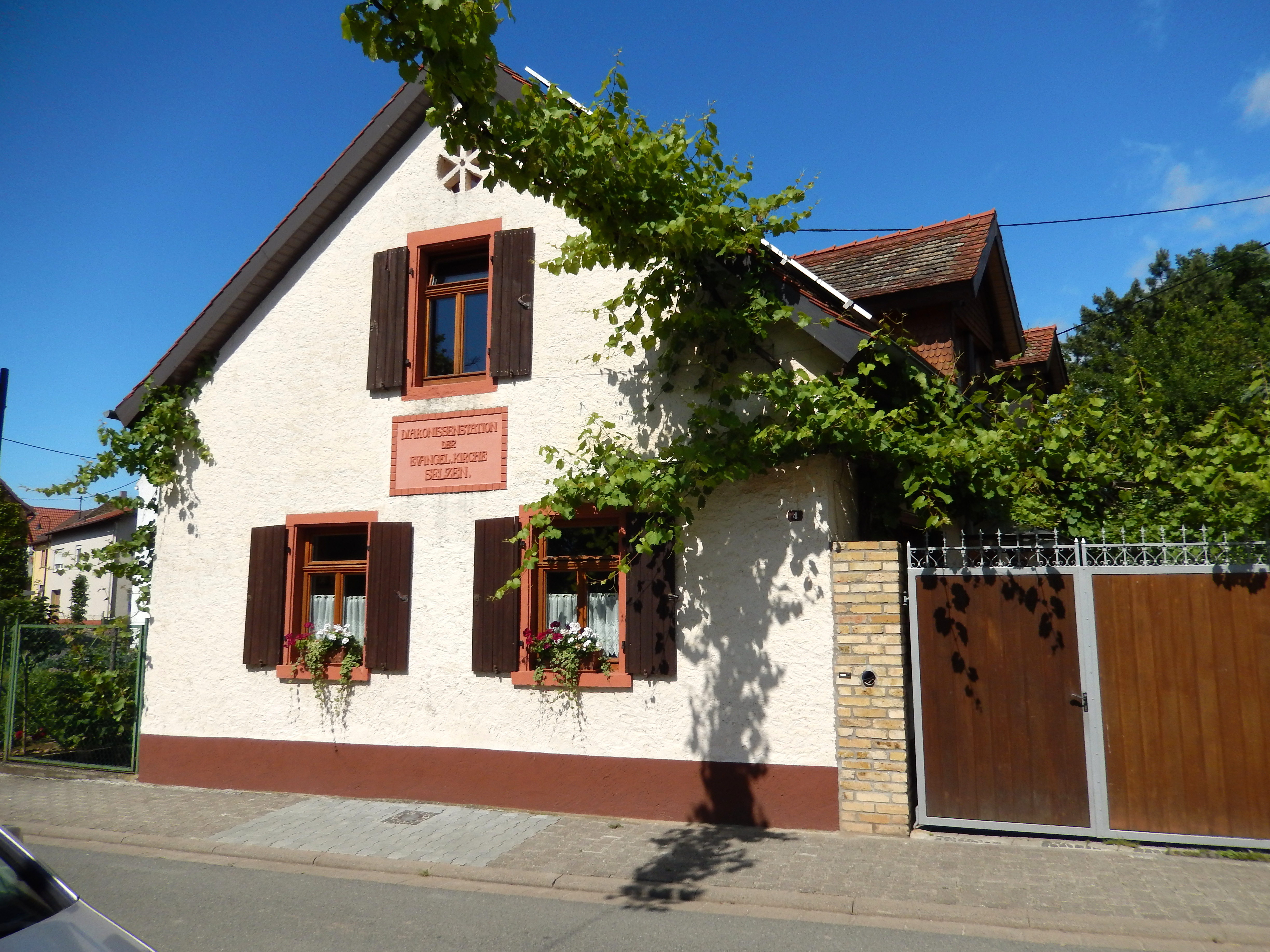
Eine historische Diakonissenstation in Selzen (2013), einer der Vorläufer der Sozialstation

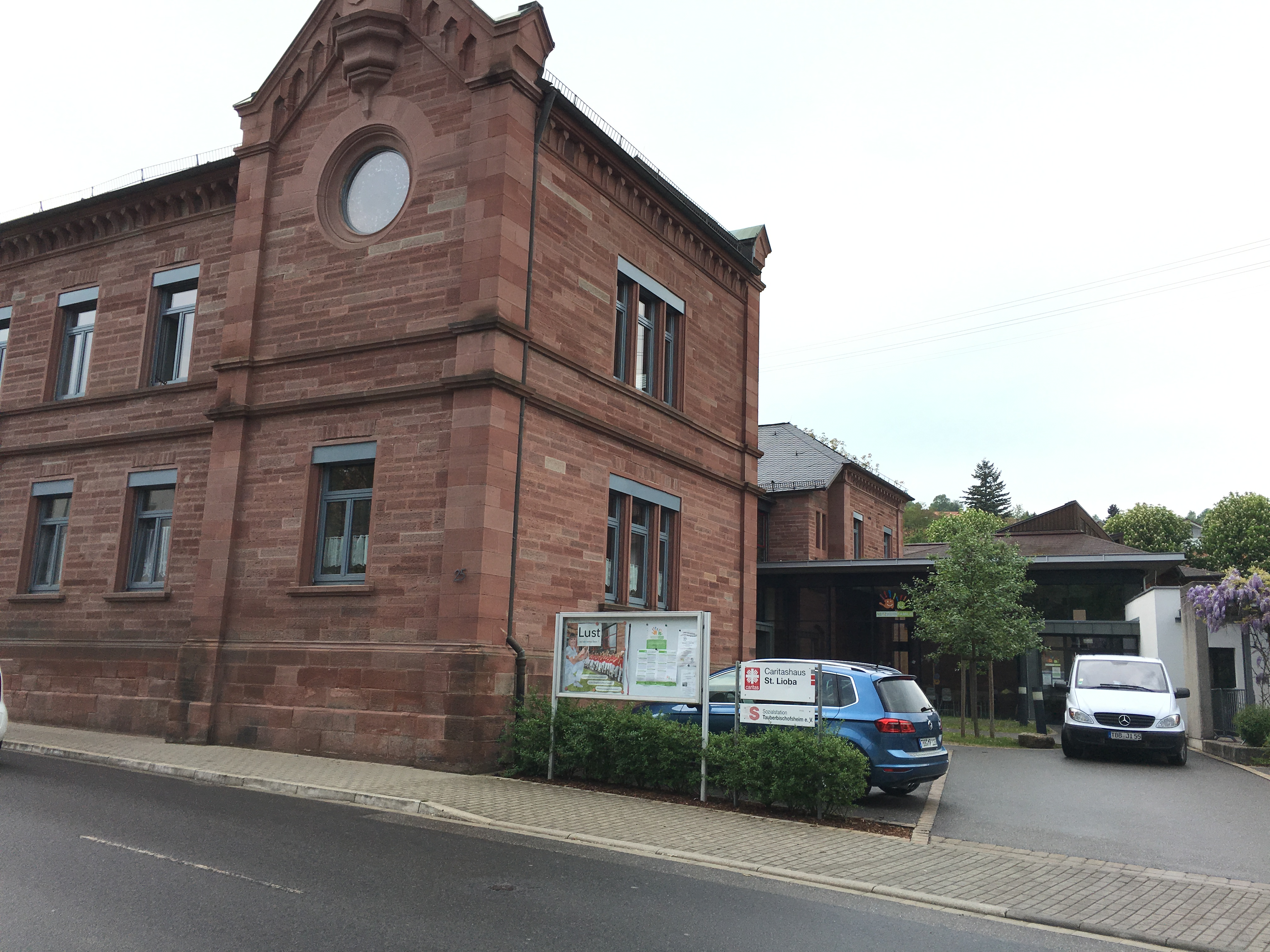
Die Sozialstation Tauberbischofsheim im Caritashaus St. Lioba (2016)

Ein ambulanter oder mobiler Pflegedienst ist ein Dienstleistungsunternehmen, das pflege- und betreuungsbedürftige Menschen in deren eigener Wohnung gegen Entgelt vorübergehend versorgt. Die ambulante Pflege umfasst je nach Auftrag oder ärztlicher Verordnung professionelle häusliche Pflege oder Krankenpflege, wobei es sich in der Regel um einzelne Maßnahmen handelt.
Die Dienstleistungsunternehmen werden von kommunalen oder kirchlichen Einrichtungen der Freien Wohlfahrtspflege (z. B. Arbeiterwohlfahrt, Deutsches Rotes Kreuz, Caritas und Diakonie) oder privatgewerblichen Anbietern (in unterschiedlichen Gesellschaftsformen z. B. als Einzelpersonenunternehmen, GbR, GmbH) getragen. Ihre Zulassung ist in Deutschland durch das Fünfte bzw. Elfte Buch Sozialgesetzbuch geregelt.
Historisch waren Sozialstationen als kirchliche Dienstform zunächst wesentlich verbreiteter, was sich noch in der Benennung mancher evangelisch getragener Einrichtung als „Diakonie-Station“ findet. Im Mittelpunkt der Hilfe steht der ganze Mensch im Zusammenspiel von Körper, Seele und sozialem Umfeld. Die Sozialstation soll nicht nur für Körperpflege und medizinische Behandlung sorgen; das pflegerische Handeln soll sich ebenso an den sozialen, seelischen und kulturellen Bedürfnissen des Pflegebedürftigen orientieren. In seiner gewohnten Umgebung ist eine individuelle Pflege und Versorgung die sinnvolle Ergänzung nach und neben den ärztlichen Leistungen. Zuhause fühlt sich der Mensch oft am wohlsten und das trägt wesentlich zur Besserung, Genesung und Wohlbefinden bei.
Die ambulante Pflege wird in der Regel der stationären Pflege (z. B. in einem Altenpflegeheim) vorgezogen.

## Geschichte
Die erste Sozialstation der Bundesrepublik Deutschland wurde im Jahr 1970 mit St. Lioba in Worms eingerichtet. Sie war eine neuartige Antwort auf den durch Nachwuchsmangel bedingten Rückzug der Ordensschwestern aus der Gemeindekrankenpflege. Zu den Miterfindern dieser Institution gehört der Pfarrer und damalige Caritas-Rektor in Mainz Günter Emig. Hier arbeiteten Ordens- und Laienschwestern gemeinsam, Träger war ein zu diesem Zweck gegründeter eingetragener Verein.

## Arten von Versorgungsleistungen
Die häusliche Alten- und Krankenpflege kann umfassen:
- Behandlungspflege nach ärztlicher Verordnung und Versorgung nach operativen Maßnahmen
- Beratung in allen Fragen zur Pflegeversicherung und zur Finanzierung der Leistungen
- Grundpflege bei Schwer- und Langzeitkranken jeden Alters (als Pflegesachleistung)
- hauswirtschaftliche Versorgung und Betreuungsdienste (als Pflegesachleistung)
- Hilfe bei Anträgen (Sozialberatung)
- Pflegeberatung, Pflegeanleitung und Gesprächskreise für pflegende Angehörige (Angehörigenarbeit)
- seelsorgerische Begleitung (als Besonderheit der kirchlichen Sozialstationen)
- und weitere lokal angebotene Leistungen oder deren Koordination (z. B. Fahrdienste, Hauswirtschaft, Essen auf Rädern/Mahlzeitendienst). Die Kosten für die Leistungen werden entweder vom Leistungsempfänger vollständig selbst oder abzüglich einer festgelegten Zuzahlung von der jeweils zuständigen Versicherung (Gesetzliche oder private Krankenkasse oder Pflegeversicherung) übernommen.

## Besonderheiten der ambulanten Leistungserbringung
Mitarbeitende des ambulanten Pflegedienstes / der Sozialstation betreuen nicht nur schwerst Pflegebedürftige, sondern erbringen häufig nur Teilleistungen wie Verbände anlegen oder die Tabletten/Medikamente für den Tag vorbereiten bei Personen, die ansonsten selbständig sind. Die Hauptlast der Versorgung für die meisten Patientengruppen liegt meistens bei pflegenden Angehörigen.
Die Mitarbeitenden der ambulanten Dienste betreuen tagsüber meist mehrere Menschen nacheinander, wobei die Dauer und die Häufigkeit der „Besuche“ bei ein- bis fünfmal täglich, aber auch ganztägig, je nach Vereinbarung bzw. Bedürftigkeit, liegen kann. Häufig ist es aber nur 1 Besuch oder, weniger häufig, 1× morgens und kürzer am späten Nachmittag. Im Bereich der Ambulanten Pflege arbeitet meist ausgebildetes Personal: z. B. Kranken- oder Altenpfleger/-in.
Nicht nur alte Menschen benötigen Hilfe, auch chronisch Kranke oder behinderte Erwachsene und Kinder bedürfen oft ambulanter fachlicher Betreuung durch einen Pflegedienst z. B. bis zur Wiedererlangung der eigenen Körperpflege oder beim Verabreichen von Insulinspritzen.

## Bezahlung und Abrechnungsmöglichkeiten
Ambulante Pflegedienste werden von den jeweiligen Krankenkassen oder der Pflegekasse oder dem Träger der Sozialhilfe (z. B. im Rahmen der Hilfe zur Pflege) bezahlt. Dies richtet sich nach der Art der Hilfeleistung/Leistungskomplex:
- die Grundpflege (als Pflegesachleistung) z. B. Körperpflege, Hilfe beim Ankleiden, Auskleiden aber auch bei der hauswirtschaftlichen Versorgung (Wäsche waschen, putzen) zahlt die Pflegekasse, sofern der Patient mindestens erheblich pflegebedürftig (Pflegegrad II) ist. Die Höhe der Kostenbeteiligung hängt vom Pflegegrad ab. Sofern kein Anspruch auf Pflegesachleistungen besteht, übernimmt die Sozialhilfe im Rahmen der Hilfe zur Pflege die Kosten der Grundpflege.
- die häusliche Krankenpflege als Behandlungspflege (z. B. Medikamente stellen/verabreichen, Verbände wechseln, Injektionen verabreichen, Absaugen, Infusionstherapie) und alle anderen medizinischen Hilfeleistungen werden von der Krankenkasse nach ärztlicher Verordnung übernommen (§ 37 SGB V), von den Sozialämtern, wenn kein Krankenversicherungsschutz besteht, nach § 48 SGB XII. Die Preise für die Hilfestellungen/Leistungskomplexe variieren in den einzelnen Bundesländern.

## Umfang, Marktpositionen
In Deutschland waren im Jahr 2005 etwa 11.000 ambulante Pflegedienste mit insgesamt 214.000 Beschäftigten als Vertragspartner von Kranken- und Pflegeversicherungen zugelassen und versorgten 472.000 Pflegebedürftige zu Hause, gegenüber 980.000 Pflegebedürftige, die zu Hause von Angehörigen versorgt wurden.
Im Jahr 2021 waren in Deutschland 15.376 Pflegedienste mit 442.999 Mitarbeitern zugelassen. Sie versorgten 1.047.000 Patienten.
Von den Pflegediensten waren 2021 68 % in privater, 31 % in gemeinnütziger und 1 % in öffentlicher Trägerschaft. Etwa 52,3 % der Patienten wurden 2021 von privaten Diensten versorgt, 1999 waren es 35,6 %.